# Grant Devine
Donald Grant Devine SOM (* 5. Juli 1944 in Regina, Saskatchewan) ist ein kanadischer Politiker. Er war vom 8. Mai 1982 bis zum 1. November 1991 Premierminister der Provinz Saskatchewan. Von 1979 bis 1992 war er Vorsitzender der Progressive Conservative Party of Saskatchewan. Seine Regierungszeit war geprägt von umfassender Privatisierung von Staatsbetrieben, aber auch von rekordhohen Budgetdefiziten und einem politischen Skandal.

## Studium und Provinzpolitik
Devine wuchs auf einer Farm in der Nähe von Moose Jaw auf. Nach seiner Schulzeit studierte er Agrarwissenschaften an der University of Saskatchewan. Später setzte er sein Studium an der University of Alberta und an der Ohio State University fort. 1976 erwarb er den Doktortitel der Agrarökonomie. Er führte einen landwirtschaftlichen Betrieb und lehrte von 1976 bis 1979 Agrarökonomie an der University of Saskatchewan.
In den 1970er Jahren trat Devine der Progressiv-Konservativen Partei bei, die sich als Alternative zu den sozialdemokratischen Neuen Demokraten zu etablieren versuchte und einen rechtspopulistischen Kurs verfolgte. 1978 kandidierte er bei den Wahlen zur Legislativversammlung von Saskatchewan um den Sitz im Wahlkreis Saskatoon-Nutana, jedoch ohne Erfolg. Im November 1979 wurde er zum neuen Parteivorsitzenden gewählt, im darauf folgenden Jahr scheiterte er knapp bei einer Nachwahl in Estevan.

## Premierminister
Im Wahlkampf zu den Wahlen im April 1982 versprach Devine, er werde die Treibstoffsteuer abschaffen, die Hypothekarzinsen markant senken und den seit Jahrzehnten praktizierten Staatsinterventionismus beenden. Die Progressiv-Konservativen konnten ihren Wähleranteil um fast 16 % steigern und lösten die Neuen Demokraten als stärkste Kraft ab. Devine selbst war in Estevan gewählt worden und wurde am 8. Mai 1982 als neuer Premierminister vereidigt; er war der erste konservative Regierungschef seit James Thomas Milton Anderson, der 1929 eine Koalitionsregierung gebildet hatte.
Eine von Devines ersten Amtshandlungen war eine Erklärung, dass Saskatchewan nun „für die Wirtschaft offen“ und die sozialistische Ära beendet sei. Die Regierung erließ Privatunternehmen während drei Jahren die Lizenzgebühren auf neue Erdölquellen und senkte die Gebühren für bestehende. Sie setzte umstrittene Reformen im Bildungswesen, in der Sozialhilfe und beim Arbeitsrecht durch. Bei den Wahlen im Oktober 1986 mussten die Progressiv-Konservativen zwar Verluste hinnehmen, konnten aber die absolute Mehrheit knapp halten.
Die Weltmarktpreise für Erdöl und landwirtschaftliche Produkte fielen während Devines zweiter Amtszeit stark, was einen negativen Einfluss auf die wirtschaftliche Entwicklung Saskatchewans hatte. Hinzu kam, dass die Regierung sich vor den Wahlen stark verschuldet hatte, um die Gunst der ländlichen Bevölkerung zu sichern. So betrug das Defizit im Fiskaljahr 1986/87 über 1,2 Milliarden Dollar statt der budgetierten 389 Millionen. Die finanzielle Krise hatte massive Kürzungen beim Staatspersonalbestand und bei Dienstleistungen zur Folge, die Regierung verkaufte zahlreiche Staatsbetriebe. Dennoch belief sich die Staatsschuld im Jahr 1992 auf über 15 Milliarden Dollar, so viel wie nie zuvor. Bei den Wahlen im Oktober 1991 kam die Regierungspartei nur noch auf zehn Sitze und musste die Macht den Neuen Demokraten überlassen. Devine wurde abgewählt und übergab sein Amt am 1. November 1991 an Roy Romanow.

## Nach dem Rücktritt
In den Jahren nach der Wahlniederlage wurden 12 Abgeordnete aus Devines Partei wegen Korruption angeklagt und sechs von ihnen verurteilt. Sie hatten während der zweiten Amtszeit 837.000 Dollar zu viel Spesengelder kassiert und in betrügerischer Absicht an eine Scheinfirma abgezweigt. Devine selbst war nicht in den Skandal verwickelt, wegen zahlreicher Unterlassungen war sein Ruf aber dennoch angeschlagen.
Im Oktober 1992 trat Devine als Parteivorsitzender zurück. 2004 gab er seine Absicht bekannt, für die Konservative Partei Kanadas um einen Sitz im Unterhaus zu kandidieren. Doch die Partei erklärte ihn zur unerwünschten Person und verweigerte ihm das Recht, sich nominieren zu lassen. Als Devine ankündigte, er werde als Unabhängiger antreten, wurde er aus der Partei ausgeschlossen. Er erreichte das zweitbeste Ergebnis im Wahlkreis Souris—Moose Mountain.